# Navaja de afeitar

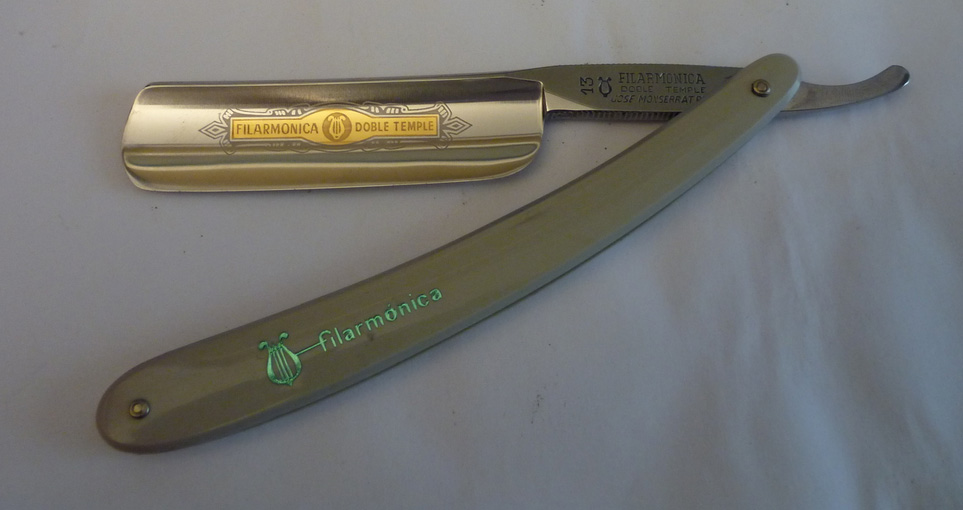
Navaja de afeitar de fabricación española, con grabado de oro y punta redonda estilo francés.

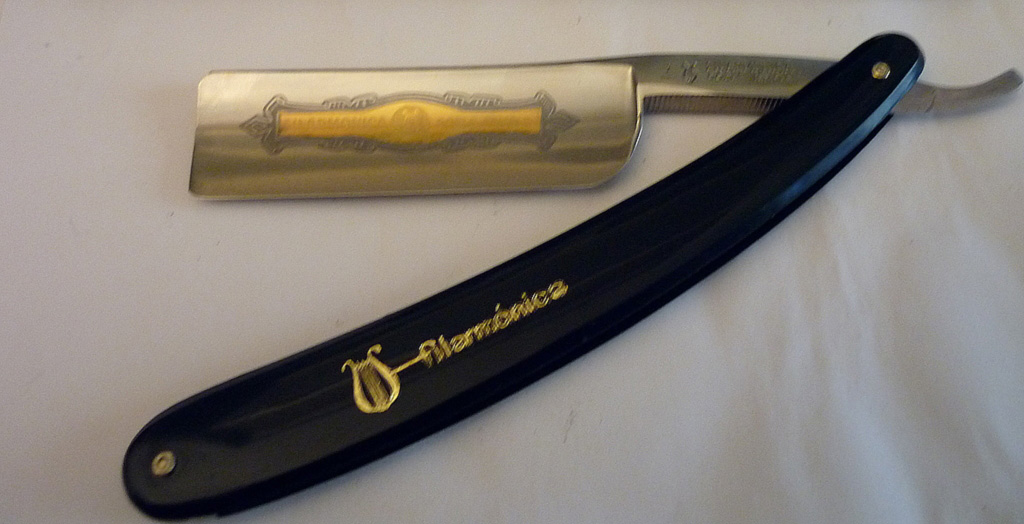
Navaja de afeitar con grabado de oro y punta española/cuadrada.

Una navaja de afeitar es una navaja de filo agudísimo, hecha de acero muy templado, que sirve para afeitar la barba. Se la llama también navaja barbera o simplemente barbera.
Una navaja de afeitar manejada con destreza sobre un rostro humedecido y enjabonado deja la piel lisa y libre de vello.
Antes del siglo XX, los hombres se afeitaban con este tipo de navajas. Actualmente siguen en uso por aquellos que prefieren este método de afeitado y en barberías tradicionales. Aunque han sido casi completamente remplazadas por la maquinilla de afeitar y las afeitadoras eléctricas, las navajas barberas aún desempeñan un papel importante en el mercado del afeitado. Existen foros de internet y tiendas especializadas que proporcionan tutoriales y consejos a quienes quieren iniciarse en el afeitado tradicional. La mayoría de empresas fabricantes de navajas de afeitar se encuentran en Europa, Asia (especialmente en Japón) y en los Estados Unidos.
Se requiere de cierta habilidad para afilar navajas barberas y buena técnica para afeitarse uno mismo o al cliente. Estas habilidades eran de gran importancia en los colegios de barberos.

## Historia

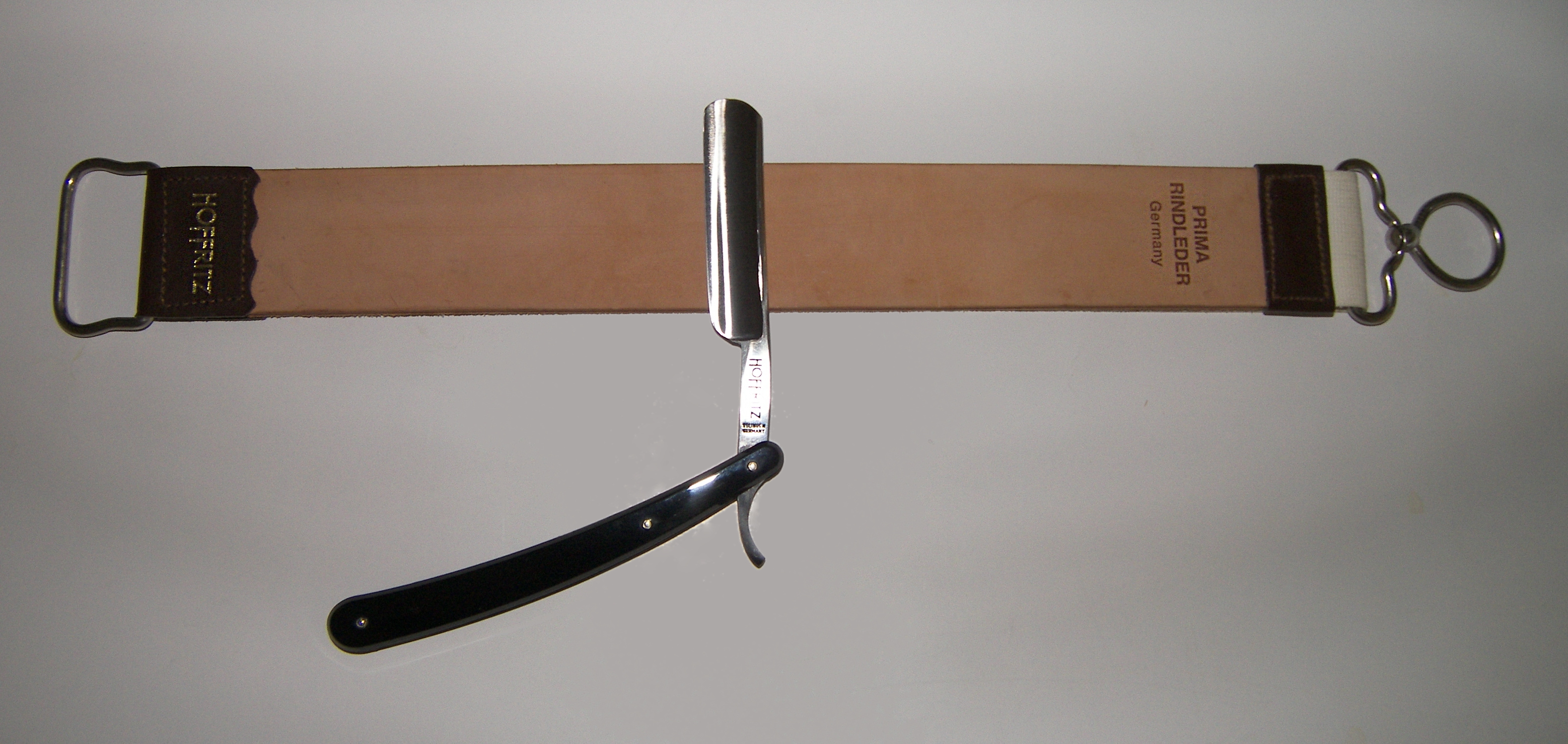
Navaja de afeitar y asentador de cuero.

Las primeras navajas surgieron hace más de 6000 años, en el Antiguo Egipto. Eran fabricadas con oro o cobre, y eran utilizadas por la nobleza para afeitarse el cuero cabelludo. Los sacerdotes afeitaban su cuerpo regularmente con estas navajas. Más tarde, las culturas helénica, hindú y romana la adoptaron y se volvió de uso común.
La primera navaja de afeitar moderna, con mango decorado y filo cóncavo la fabricó Benjamin Huntsman en 1740, en Sheffield, Inglaterra. Tiempo después, los franceses adoptaron el proceso de Huntsman. Los fabricantes ingleses fueron más reacios a adoptar este proceso y sólo lo hicieron al ver su éxito en Francia. La forma más común de afeitarse antes del siglo XX era a navaja y se mantuvo así en muchos países hasta la década de 1950. Los barberos estaban especialmente entrenados para dar un buen afeitado a sus clientes.
Las navajas barberas empezaron a competir con la maquinilla de afeitar inventada por el estadounidense King Camp Gillette, la cual usaba cuchillas desechables. Estas maquinillas no requerían mucha atención para usarse. Sus cuchillas de repuesto eran muy difíciles de re-afilar y se fabricaban para desecharse después de un solo uso; si uno no se deshacía de ellas se oxidaban rápidamente. También eran una inversión menor, comparada con la inversión que había que hacer al comprar una navaja, aunque a largo plazo resultaba ser un producto más caro. La navaja de afeitar perdió mercado, a pesar de sus ventajas a largo plazo como el ser un método mucho más económico.
En la actualidad, existe un temor creciente sobre la posibilidad de infección de VIH y/o Hepatitis B mediante el uso compartido de las navajas de afeitar en las barberías. La transmisión del VIH, en este caso, se relaciona con los posibles cortes que pueda producir una navaja incorrectamente esterilizada o sin esterilizar. Al evaluar este riesgo debemos evitar caer en las especulaciones sobre la supervivencia del virus en un medio no orgánico, el estado serológico de la clientela o la profundidad de las heridas causadas. Técnicamente el riesgo de infección existe, por más que en la práctica estas tres variables han demostrado representar un riesgo verdaderamente ínfimo. Por ello, una alternativa válida es el uso de navajas barberas que usan cuchillas desechables.

## Partes
A continuación, se muestra una imagen con los nombres más comunes de cada parte de una navaja de afeitar.

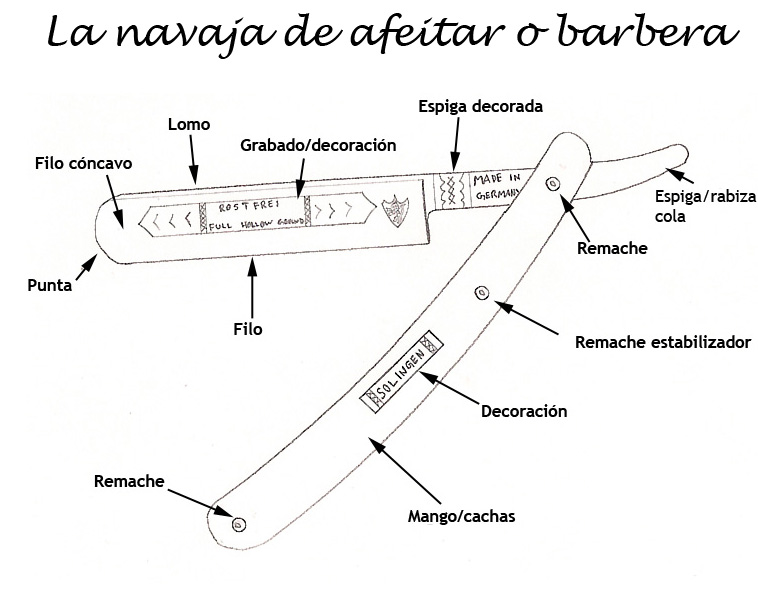
Dibujo con las partes de una navaja de afeitar.

El filo cóncavo (que es producto del vaciado) es lo que caracteriza a las navajas barberas para producir su filo finísimo; la delgadez de la hoja.
Las grabaciones/decorados de muchas navajas que se fabrican hoy en día son incrustaciones de oro. Además, algunas navajas suelen tener también mangos de materiales exóticos como maderas caras o cuerno de búfalo, dando como resultado navajas únicas y exquisitas.

## Tipos de acero
- Acero al carbono: es el tipo de acero más común por su eficacia para el afeitado. Crea un filo agudísimo y muy efectivo. Su única desventaja es su vulnerabilidad a la oxidación, la cual deberá ser retirada mediante el tallado con una lija, algún abrasivo o pulidor de metales.
- Acero inoxidable: las navajas de acero inoxidable son más difíciles de afilar, además de que no desarrollan óxido muy fácilmente, sin embargo, su falta de carbono produce que se desafilen con facilidad

## Geometría

### Tipos de punta

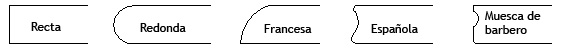
Tipos de punta de las navajas.

Las navajas de afeitar se pueden clasificar de acuerdo a su tipo de punta, los cuales recaen en tres categorías principales:
- Punta recta (o cuadrada): el contorno de la punta desciende en línea recta, de forma perpendicular al filo y termina en una punta afiladísima la cual es muy útil para afeitar áreas estrechas y delinear la barba. Requiere un poco más de cuidado que las puntas redondas y francesas, pero en manos expertas es de gran utilidad.

- Punta redonda: el contorno de la punta es semicircular y la punta que forma con el filo es menos afilada y más segura que la punta recta. Por esto son las ideales para nuevos usuarios. Sin embargo, este tipo de punta no ofrece la misma precisión que la punta recta para delinear la barba.

- Punta francesa: el contorno es parecido a la cuarta parte de una circunferencia, pero con una curva más filosa. La punta final que forma con el resto del filo es tan aguda como la punta recta aunque quizá un poco menos precisa. La diferencia entre la punta francesa y la recta es meramente estética.

Además de estos tres principales tipos de punta, hay otros que pueden ser una combinación entre estos.
Otros tipos de punta, no derivados de los anteriores, existen por razones culturales, históricas o meramente estilísticas.
- Punta española: el contorno de la punta se curva ligeramente hacia adentro; hacia el resto del cuerpo de la navaja.

- Muesca de barbero: se caracteriza por un pequeño agujero entre el lomo y el filo.

### Anchura
La anchura de la navaja se refiere a la distancia que hay entre el lomo del filo. Esta se expresa generalmente en octavos de pulgada. Los tamaños varían desde 3/8 hasta 8/8, siendo 5/8 y 6/8 los más comunes. Una navaja grande recoge más crema para afeitar en las pasadas que una navaja pequeña, lo cual hace menos necesario el enjuagado frecuente y así el usuario puede ahorrar tiempo. Sin embargo, una navaja grande no ofrece la misma maniobrabilidad que una navaja pequeña, las cuales son muy eficaces para afeitar áreas estrechas como el bigote que crece justo debajo de la nariz, pero requieren un enjuagado más frecuente.

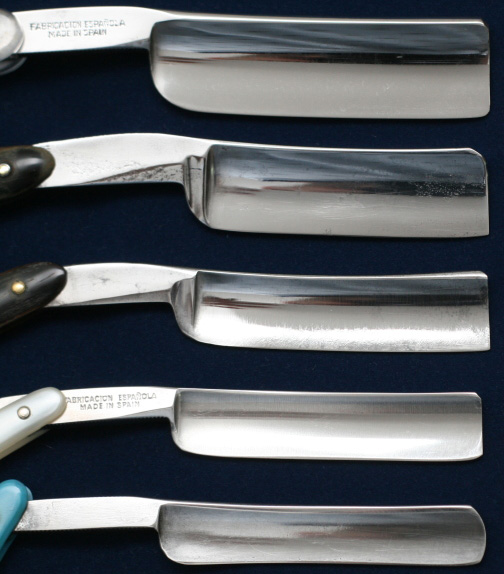
Navajas de diferentes tamaños. De arriba hacia abajo: 8/8, 7/8, 6/8, 5/8 y 4/8.

## Materiales usados en la fabricación del mango
Los materiales usados para fabricar mangos (cachas) son muy variados, y van desde lo barato hasta lo exótico.

### Madera
Se pueden usar muchos tipos de maderas en la fabricación de mangos. Una madera muy popular es el ébano, pues es muy resistente y duradero. Otras maderas muy comunes son el cedro, bocote, snakewood (una madera con un veteado que asemeja la piel de una serpiente), boj, y olivo.
La madera se protege de la humedad con ciertos métodos (como el barnizado) haciéndola un material muy duradero.

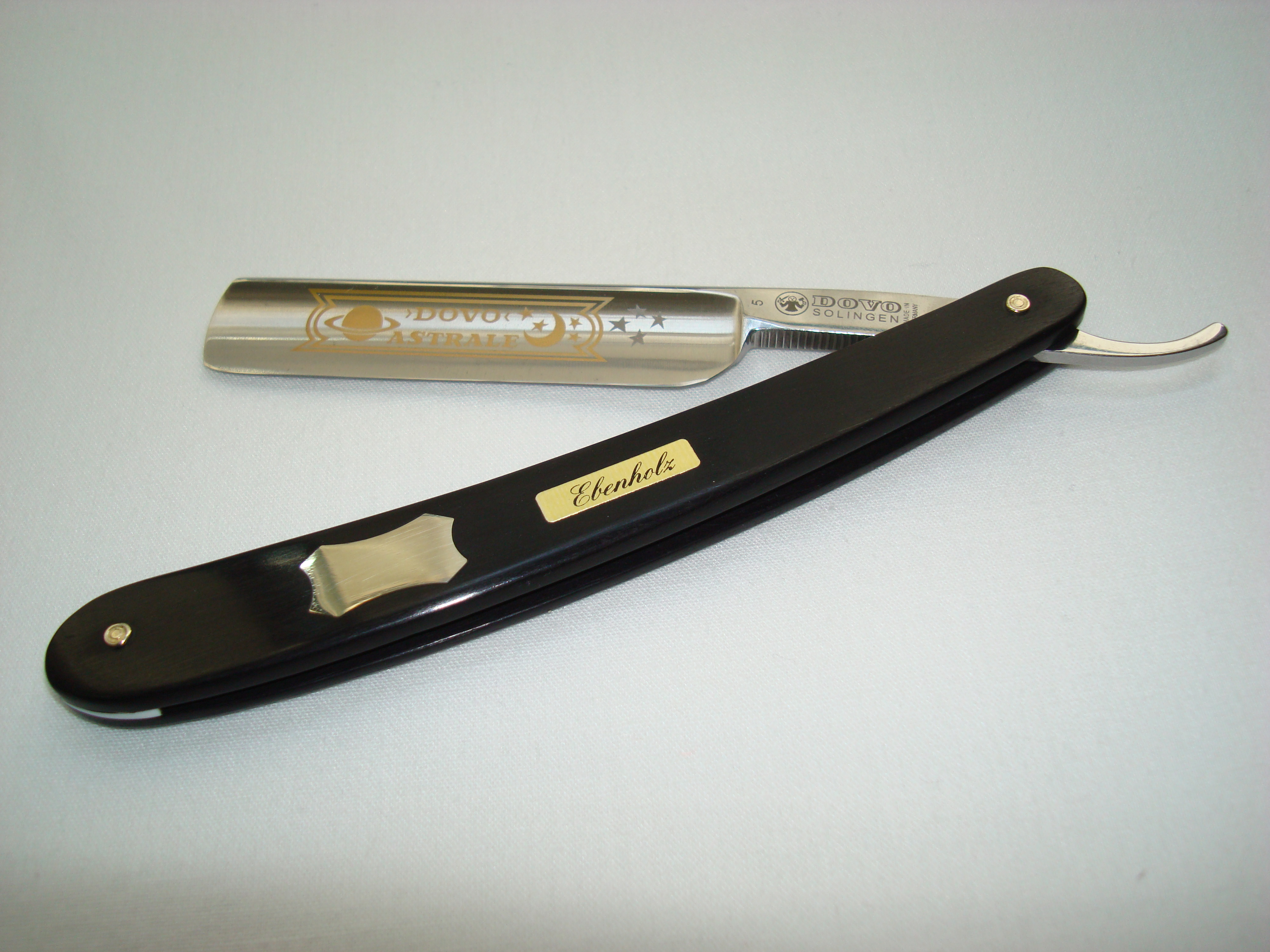
Navaja alemana con decoraciones de oro y mango de ébano natural. En la imagen se puede apreciar la oscuridad de esta madera.

### Productos de origen animal
- Cuerno (puede ser de toro, bisonte o búfalo): el cuerno crea mangos muy elegantes y con un aspecto brillante, y ya que cada uno es diferente hace que cada navaja sea única. Sin embargo, con el tiempo puede perder su forma y doblarse, lo que hará necesaria una reparación especial en caso de que esto ocurra.
- Hueso (generalmente de toro)
- Nácar (llamado también madreperla): es un material precioso y muy caro.
- Carey (caparazón de tortuga): El caparazón de tortuga fue un material muy común en el pasado (con el que también se fabricaban lentes, peines, etc.). Hoy en día la caza de tortugas es ilegal, por lo que este material ya no está disponible y en su lugar algunos fabricantes usan plástico con una apariencia muy similar
- Marfil: al igual que el carey, el marfil ya no está disponible, excepto si proviene de mamuts fosilizados. Era muy usado en las navajas más caras del pasado.

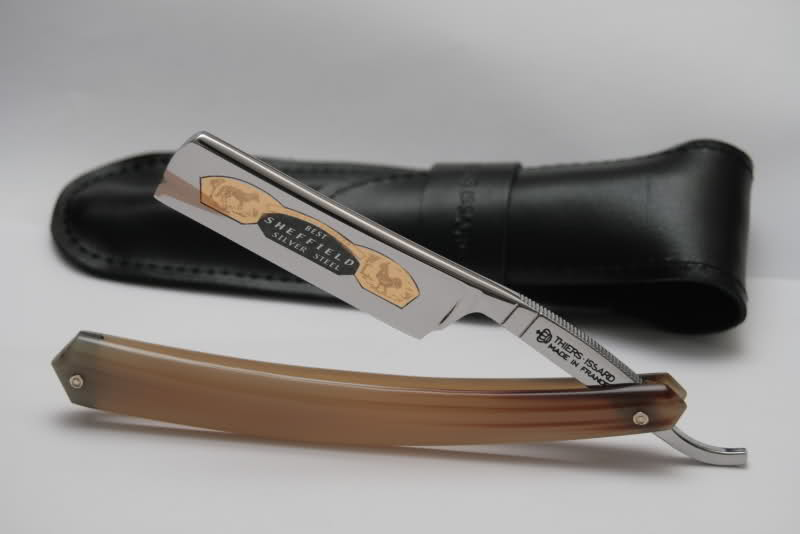
Navaja francesa con mango de cuerno.

### Compuestos con fibras naturales
Son el resultado de la combinación de compuestos naturales y artificiales, mediante laminado o contraplacado.
- Micarta: es un plástico con elementos naturales (como lino o incluso papel) incrustados.
- Stamina: es un material parecido, mezcla de madera y fenol.

### Metal
Las navajas con mangos de metal, como acero inoxidable, suelen ser más pesadas que otras pero son también muy perdurables. La plata también se usaba en el pasado, para la fabricación de navajas caras.

### Plástico
Los mangos de plástico (como polietileno, PVC, baquelita, etc.), aunque sean los más baratos, son también muy duraderos. Sin embargo, son de mucho cuidado pues con alguna caída se comienzan a aflojar o quebrar muy rápido. A muchos de estos mangos se les dan efectos y colores de algunos materiales exóticos excesivamente caros o prohibidos como marfil, carey, madreperla, etc., dando como resultado navajas elegantes a precios accesibles.

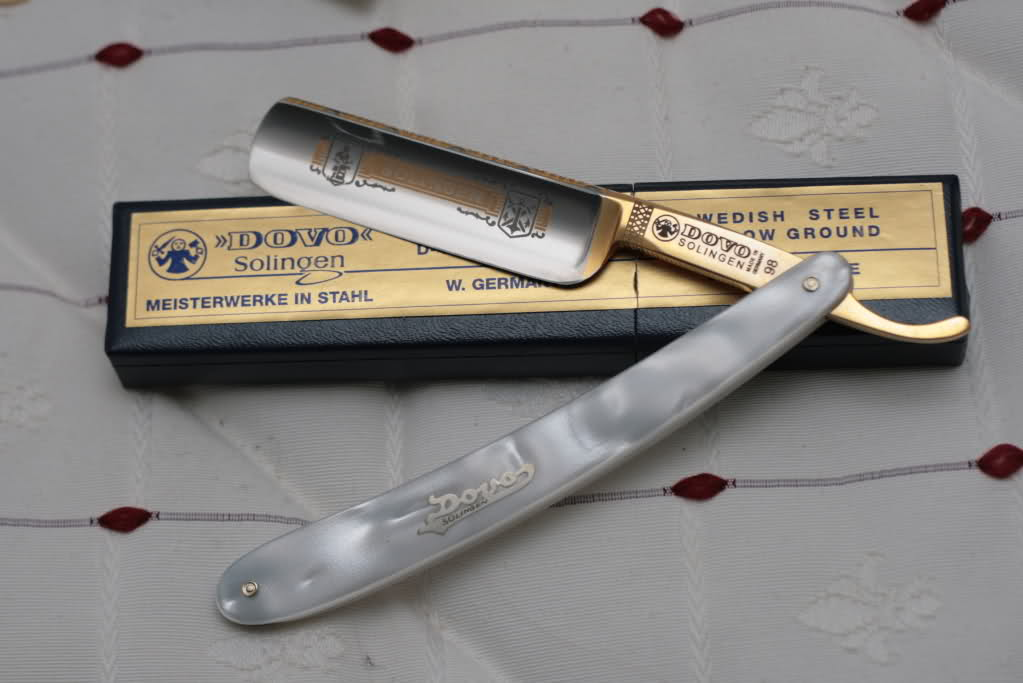
Navaja alemana con mango de plástico imitación nácar y elegantes grabados de oro sobre el lomo, espiga y la cara frontal de la navaja.

## Modo de empleo

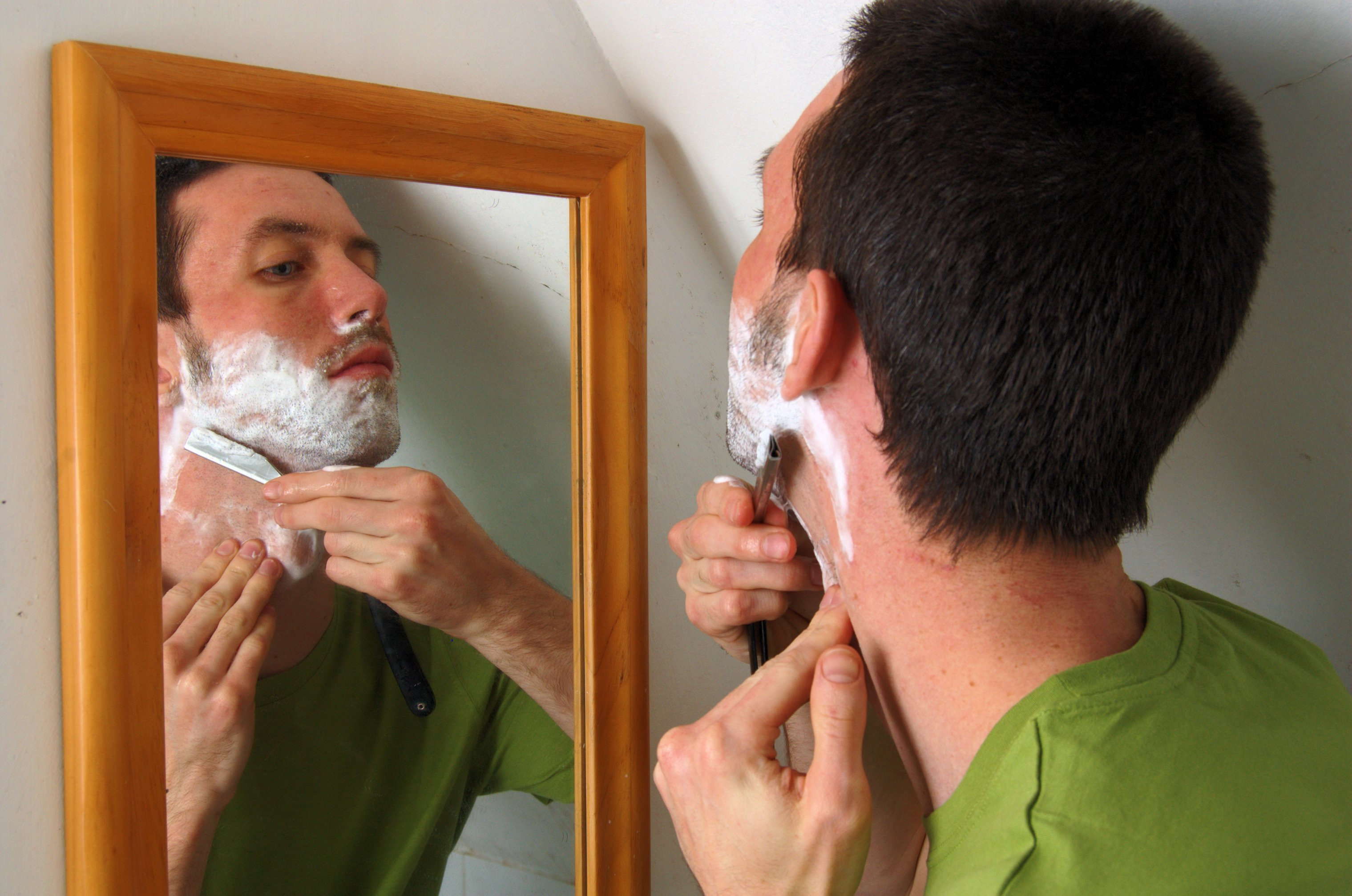
Un hombre afeitándose con una navaja de hojas desechables.

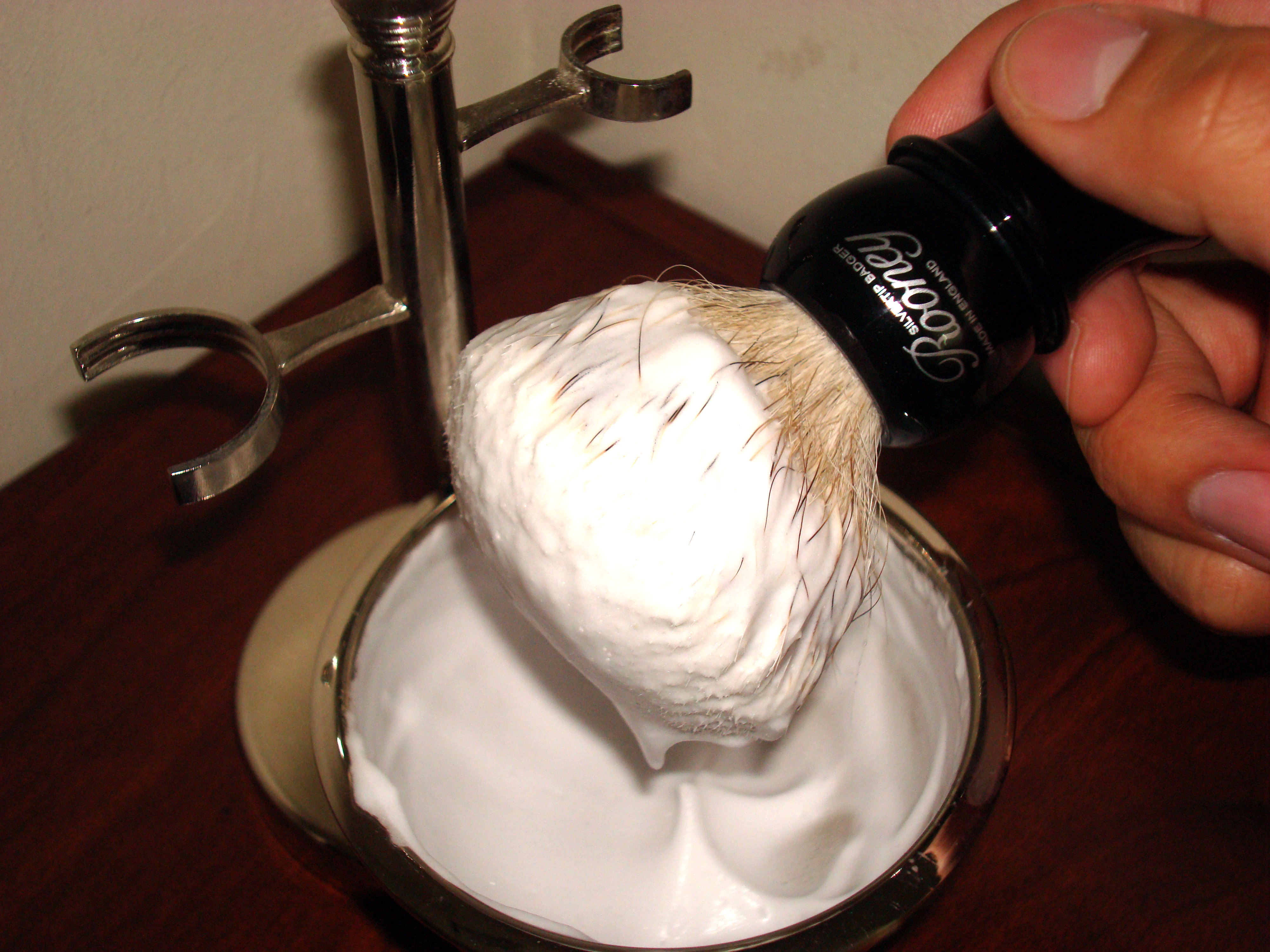
Es muy recomendado el uso de una brocha para el afeitado a navaja, ya que la espuma que crea brinda una mejor lubricación a la piel.

La navaja se sostiene con un ángulo de 30° aprox. y se desliza de forma perpendicular al filo para no cortarse. Un corte requiere que la navaja se deslice de forma paralela al filo, lo cual siempre es evitado por el usuario. Si el corte no es paralelo, corres el riesgo de que en la siguiente pasada te hagas un corte. Esto es importante, ya que el filo al estar tan afilado, la sensación de dolor no es tan clara como con un cuchillo, y puede ser muy tarde para frenar.
Además, una navaja de afeitar se suele usar en conjunto con una brocha y un jabón para afeitar; también hay cremas de afeitar estilo clásico para preparar con brocha. Esto se debe a la mayor lubricación y protección que ofrecen, mejorando el deslizamiento de la navaja, aunque se pueden usar también con maquinillas.
Para su mayor eficacia, una navaja se debe mantener bien afilada, lo cual se logra asentándola y afilándola (con una piedra para afilar) periódicamente.
- Asentado: es la acción de asentar el filo de la navaja sobre un asentador de cuero. Lo que esto hace es, en pocas palabras, re-alinear el filo de la navaja, sin retirar metal. Esto se hace, generalmente, antes y después de cada afeitado aunque se puede hacer tan sólo una de estas dos veces dependiendo de cada usuario, o de la calidad del acero de la hoja.
- Asentado palmar: Después de haber asentado la hoja con un asentador de cuero, es habitual hacer un último pulido a la hoja con la palma de la piel de la mano. Los barberos expertos lo hacen, ya que son conscientes de que la piel humana es un material muy adecuado para ese pulido final. Esto se recomienda hacerlo antes del afeitado, como último paso después de usar el asentador de cuero.

- Afilado: es la acción de pasar la navaja sobre una piedra para afilar. Esto retira metal que se ha doblado y por consecuente perdido su alineación con el filo. Esto se hace de dos a cuatro veces por año generalmente.

En los viejos tiempos, los hombres más ricos poseían un kit de siete navajas, una para cada día. Esto se hacía para prevenir la oxidación de cualquiera de ellas debido a una exposición diaria al agua. Sin embargo, algunos otros mantenían solamente una. Como alternativa, ahora también se fabrican navajas de acero inoxidable, pero por cuestión de gustos, muchos todavía prefieren las navajas de acero al carbono (con sus pros y sus contras).
Actualmente, también se fabrican navajas que usan hojas desechables, lo que elimina el mantenimiento del afilado para los usuarios que prefieren evitarlo. De hecho, son las que utilizan los peluqueros y barberos para evitar contagios.

## Uso actual
Hoy en día se siguen fabricando navajas de afeitar. DOVO de Solingen (Alemania) y Thiers-Issard de Thiers (Francia), son los dos fabricantes europeos más conocidos. Livi Coltellerie de Perugia (Italia) también fabrica este tipo de navajas de manera artesanal (a mano) y otros tipos de cuchillos. Feather Safety Razor Co. Ltd. de Osaka (Japón) fabrica navajas barberas con la misma forma de una navaja tradicional, pero con un sistema que utiliza navajas desechables que se descartan al perder el filo.
Los usuarios actuales de las navajas para afeitar las prefieren por muchas razones. Algunos se sienten atraídos por la nostalgia que produce el afeitarse de forma clásica o tradicional, un ritual masculino comparable a fumar con pipa. Otros tienen un interés en reducir la contaminación que producen las cuchillas y maquinillas desechables, o también para ahorrar dinero a largo plazo; una navaja puede durar varias generaciones.
Otros incluso aseguran que las navajas de afeitar ofrecen un mejor afeitado que cualquier otro método para afeitarse. Las navajas proporcionan un mayor control de la hoja incluyendo el ángulo y afeitan un área más grande debido a su longitud. Además no requieren un enjuagado como las maquinillas multihoja en las que el vello y la espuma las atascan, ya que éstos se recogen sobre la hoja.
Otro punto de importancia es que las maquinillas de hoja múltiple pueden irritar la piel debido a su aspereza con esta, causando pseudofoliculitis barbae, un padecimiento coloquialmente llamado vellos enquistados. La mejor alternativa para quienes sufren de esto es afeitarse con sistemas de una sola hoja o a navaja.
La brocha suele ir siempre con la navaja. Se dice que las mejores están hechas con pelos de tejón, aunque también hay de jabalí, caballo o nailon. Una buena forma de saber si tu navaja está bien asentada, es pasando el filo por la brocha. Si al hacerlo suavemente se cortan los pelillos, es que tu navaja está lista para afeitar.
Otro tipo de navaja de afeitar es la japonesa llamada kamisori. La peculiaridad de esta navaja es que sólo tiene un filo y el envés es plano. En sus orígenes se manufacturaba sin mango o funda para guardarla, pero actualmente algunas empresas fabrican un híbrido donde se juntan el cuerpo de una kamisori con un mango europeo. Se realizan con acero japonés, que es bastante apreciado en el mundo.
A otros usuarios les gusta el hecho de que las navajas barberas requieren un mantenimiento especial, haciendo de la costumbre todo un pasatiempo. El asentador también requiere de un cuidado, teniendo que darle alguna vez una pasada de grasa animal para mantenerlo vivo, aunque hoy en día existen unas pastas de tubo que hacen la misma función. Incluso otros, las prefieren por razones estéticas o por su esencia. Una navaja fina, con un mango exquisito y elegante, y decoraciones de oro, tiene una esencia de arte y personalidad única que es difícil de asociar con una maquinilla de cartucho que uno encuentra en supermercados o farmacias.
En la actualidad su uso para afeitar la barba se ha reducido, por tal razón los barberos y peluqueros suelen usarlas para emparejar los bordes al hacer un corte de cabello. Aunque todavía queda alguna barbería que ofrece este tipo de afeitado si así lo solicita el cliente.
Finalmente, una navaja bien cuidada dura muchas décadas y se puede convertir en una reliquia familiar, pasada de padre a hijo, de hijo a nieto y así sucesivamente. Por todas estas razones, los entusiastas modernos del afeitado clásico han mantenido activo el mercado de las navajas de afeitar.

## Afilado
El afilado de la navaja debe de hacerse de forma periódica para evitar que la navaja del roce del filo con la piel se vuelva roma y deje de cumplir con su función, por esa razón se aconseja que se dé un buen afilado con el asentador o piedra de afilado al menos una vez al mes o  al año para tener una navaja duradera y que a diario se de pequeñas pasadas para mantener un buen alineado del filo.